# Joseph Zen Ze-kiun
Joseph Zen Ze-kiun (chin. trad. 陳日君, chin. upr. 陈日君, pinyin Chén Rìjūn; ur. 13 stycznia 1932 w Szanghaju) – chiński duchowny katolicki, salezjanin, w latach 2002–2009 biskup Hongkongu, kardynał.

## Życiorys
Wstąpił do zakonu salezjańskiego, odbył nowicjat w Hongkongu i kształcił się w szkole zakonnej w Turynie, a następnie studiował na Papieskim Uniwersytecie Salezjańskim w Rzymie, gdzie uzyskał licencjat z teologii i doktorat z filozofii. Święcenia kapłańskie otrzymał 11 lutego 1961 w Turynie z rąk kardynała Maurilio Fossatiego. Po powrocie do Hongkongu pełnił funkcje kierownicze w regionalnych władzach zakonnych. Wykładał w kilku seminariach w Chinach kontynentalnych. 
We wrześniu 1996 został mianowany biskupem-koadiutorem Hongkongu, sakrę biskupią otrzymał 9 grudnia 1996 w Hongkongu z rąk kardynała Johna Wu Cheng-chunga (któremu towarzyszyli kardynał Peter Seiichi Shirayanagi, arcybiskup Tokio oraz Charles Asa Schleck, wysoki urzędnik Kongregacji Ewangelizowania Narodów). We wrześniu 2002 zmarł kardynał Wu Cheng-chung i ks. Zen Ze-kiun objął rządy w diecezji Hongkong. 
W lutym 2006 papież Benedykt XVI ogłosił nominację kardynalską biskupa Zen Ze-kiuna; w marcu 2006 otrzymał on insygnia i tytuł kardynała prezbitera Santa Maria Madre del Redentore a Tor Bella Monaca.
15 kwietnia 2009 papież Benedykt XVI przyjął jego rezygnację z urzędu biskupa Hongkongu ze względu na zaawansowany wiek. Następcą został dotychczasowy koadiutor bp John Tong Hon.
13 stycznia 2012 stracił prawo wyboru papieża w konklawe z powodu ukończenia 80 roku życia.
W maju 2022 roku policja Hongkongu aresztowała kardynała w związku z działalnością w Fundacji 612, która pomagała uczestnikom manifestacji prodemokratycznych w 2019 roku.